# Perilampus cremastophagus
Perilampus cremastophagus är en stekelart som beskrevs av Mani och Kaul 1973. Perilampus cremastophagus ingår i släktet Perilampus och familjen gropglanssteklar. Inga underarter finns listade i Catalogue of Life.